# Apoštolská prefektura Ulánbátar
Apoštolská prefektura Ulánbátar je prefektura římskokatolické církve, nacházející se v Mongolsku.

## Území
Prefektura zahrnuje celé území Mongolska.
Prefektním sídlem je město Ulánbátar, kde se nachází katedrála sv. Petra a Pavla.
Prefekturu tvoří 9 farností. K roku 2021 měla 1354 věřících, 26 diecézních kněží, 7 řeholních kněží, 30 řeholníků a 44 řeholnic.

## Historie
Dne 14. března 1922 byla založena Misie sui iuris vnějšího Mongolska, a to z části území Apoštolského vikariátu Středního Mongoska (dnešní diecéze Chongli-Xiwanzi. Po příchodu komunismu do Mongolska tato misie zanikla, v roce 1992 byla obnovena a v roce 2002 ji papež Jan Pavel II. povýšil na Apoštolskou prefekturu. Roku 2016 byl vysvěcen první domorodý kněz z Mongolska.

## Seznam ordinářů a prefektů
- Jerome Van Aertselaer, C.I.C.M. (1922 - 1924)
- Everard Ter Laak, C.I.C.M. (1924 - 1931)
  - Sede vacante (1931-1992)
- Wenceslao Selga Padilla, C.I.C.M. (1992 - 2018)
- Giorgio Marengo, I.M.C., od 2020